# ثقافة إسكتلندا في العصور الوسطى العليا

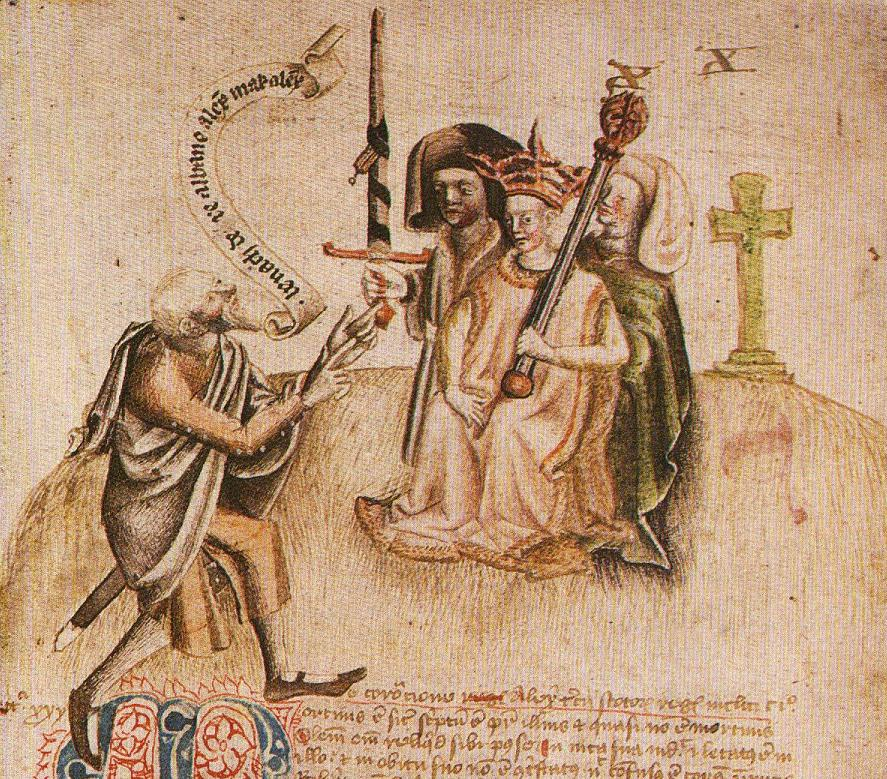

تُشير ثقافة اسكتلندا في العصور الوسطى العليا إلى أشكال التعبير الثقافي التي تنحدر من اسكتلندا في فترة العصور الوسطى العليا، فيما يتعلق بغرض هذا المقال، فإنها تعود إلى الفترة بين موت دومنال الثاني سنة 900، ووفاة ألكسندر الثالث سنة 1286. تُقترَح فكرة توحيد الفترة الزمنية بسبب الفجوات الكبيرة التي شهدها التاريخ الاسكتلندي، التي حدثت بفعل حروب الاستقلال الأسكتلندية، إضافةً إلى اقتراب ستيورات من العرش وما حدث من تحولاتٍ أخرى في المجتمع الأسكتلندي في القرن الرابع عشر الميلادي وما بعده. هذه الحقبة متباينة بحد ذاتها، بسبب هيمنة الثقافة الغاليّة، ثم بروز ثقافة الاسكتلندية- النورمانية الفرنسية لاحقًا في العصور الوسطى.

## التراث المنقول شفهيًا
بوصفه مجتمع غاليّ في المقام الأول، فإن معظم تقاليد الثقافة الاسكتلندية التي انتشرت في تلك الفترة عكست بدقة ما يُنسب منها إلى أيرلندا، أو على الأقل المنسوبة إلى أيرلندا من خلال بعض الصور المستعارة، بعد عهد ديفيد الأول. أدخل الملوك متحدثو اللغة الفرنسية العادات الثقافية الشائعة في إنجلترا في عهد الأنجلو نورمان، وفرنسا، وأماكن أخرى. ولما كان الأدب القصصي رائجًا في مجتمعات ما قبل الحداثة، علق على ذلك دي. آر. أوين، وهو باحث متخصص في أدب العصر قائلًا:
«من اتخذوا رواية القصة مهنةً، استخدموا ما بجعبتهم بمهارة جيئة وذهابًا بين بلاط وآخر. كان بعضهم أسكتلندي الأصل، ولا شك أن الأساطير التي كانوا يلقونها آنذاك، هي مما عُرض سابقًا في تراث شعب السلتك القديم، باللغة الغاليّة عندما يكون ذلك ملائمًا، وباللغة الفرنسية لمعظم طبقة النبلاء».
كل هذه القصص تقريبًا مفقودة، أو أُدرجت بطريقة تتضمن بعض الغموض، ضمن اللغة الغاليّة فقط أو التراث الشفهي لاسكتلندا.

## السلالات
السلالة -ويمكن القول أيضًا «النسب»- هي الشكل الثقافي الوحيد الذي تم تقريرهُ لهذه الحقبة بدقةٍ للغاية. توجد العشرات من السلالات الأسكتلندية على قيد الحياة تنحدر من ذلك العصر، وتشمل الجميع من «مورمايرس» لينوكس، وموراي، انتهاءً بالملك الأسكتلندي نفسه. نجد في مخطوطة بابليتن نسل الملك ويليام الأول كاملًا، الذي يعود إلى آدم متتبعًا الدهر، عبر «جايدهيل جلاس». علمًا أن هذا الأخير كان محط تسجيل أو بالأحرى ترجمة متحيزة نوعًا ما للنسب الغاليّ، إذ استُبدل (mac) الابن و (meic) الأبناء بـ (filius) و(filii)، فضلًا عن ذلك قبل عهد جده ديفيد الأول فإن كل أسلاف ويليام كانت أسماؤهم بالشكل الإنگليزي الأيرلندي -أيرلندا العصور الوسطى- مع السابقة (filii). إضافةً إلى ذلك، فقد احتفظ ملوك اسكتلندا بـ (ollamh righe)، وهو شاعر ملكي من الطراز الأول، له مكانة بين اللوردات الغاليّة، إذ كان الهدف من وجوده الدائم هو ترديد الأنساب عند الحاجة إلى ذلك في مناسبات عديدة كالتتويج مثلًا. كل ما ذُكر سلفًا كان حتى عصر ألكسندر الثالث على أقل تقدير. يمكن القول إن اللورد ليون قد ظهر لاحقًا تطويرًا لهذا الدور نفسه.

## تعلم القراءة
قبل عصر ديفيد الأول، كان الأسكتلنديون يمتلكون نخبة أدبية لامعة، طالما أنتجت النصوص بكل من الغاليّة واللغة اللاتينية، وانتقلت إلى أيرلندا وأماكن أخرى. بعد عصر ديفيد الأول سبّب توغل رجال الدين القادمين من إنكلترا وفرنسا تراجع هذه الثقافة التقليدية في كل مكان يتواجدون فيه. مع ذلك -كما يقول أستاذ التاريخ الأسكتلندي في جامعة غلاسكو دوفيت براون- بقيت صفوة أدبية غاليّة في الأراضي المنخفضة من اسكتلندا الشرقية، في أماكن مثل بحيرة لوخ ليفين ومدينة بريشين في القرن الثالث عشر، لم تكن كالنخبة التي تنتمي لأيرلندا في روعتها، على الأقل ليست في إنتاجها الأدبي المكتوب.
عادةً يتجنب الناسخون ممن يكتبون باللاتينية اللغة الغاليّة، وإن كانوا يجيدون الغاليّة العامية، فهم -كما هو الحال في سائر أوروبا- سيترجمون المصطلحات العامية إلى اللاتينية، لذلك غالبًا ما يواجه المؤرخون مجتمع غاليّ يقتبس بعض المصطلحات اللاتينية.